# Amar Singh
Amar Singh (nacido el 14 de junio de 1989) es un galerista de arte y activista de los derechos humanos centrado en los derechos de las mujeres y los derechos LGBT+.
Es el fundador de la Galería Amar Singh. En 2019 Singh fue nombrado en la lista Forbes 30 Under 30 por sus contribuciones al arte y la cultura.
Singh recibió su educación en el St. John's Beaumont, en la Charterhouse School, y en la Licensed Victuallers' School.

## Carrera
Singh creó la Galería Amar Singh en 2016 que ha expuesto la obra de mujeres artistas y feministas como las Guerrilla Girls, Helen Frankenthaler y Renee Cox.
En 2017, en una colaboración con el Hutchins Center de Harvard, Singh presentó junto al profesor Henry Louis Gates Jr la exposición Harlem: Found Ways, que celebraba la cultura afroamericana y las obras de arte de justicia social de Glenn Ligon, Abigail DeVille, Dawoud Bey y Kehinde Wiley.

## Activismo
Singh ha colaborado estrechamente con la comunidad LGBT+ de la India para luchar por la igualdad de derechos y, a través de su galería, también ha montado la exposición LGBT+ Section 377, una exposición en línea que celebra el camino hacia la legalización de la homosexualidad en la India. En 2009, la India derogó la ley de la Sección 377, que criminalizaba la homosexualidad.
En 2013, el gobierno indio revocó su decisión y restableció la Sección 377, que ilegalizaba las relaciones entre personas del mismo sexo. Singh, junto con otros activistas, pidió al gobierno indio que derogara la Sección 377.
Singh fue uno de los muchos activistas políticos que formaron una coalición global que consiguió una victoria legal en la India cuando el Tribunal Supremo de la India, el 6 de septiembre de 2018, anuló la ley de la Sección 377 y legalizó la homosexualidad, dictaminando que la aplicación de la Sección 377 a las relaciones sexuales homosexuales consentidas entre adultos era inconstitucional, "irracional, indefendible y manifiestamente arbitraria".
Junto con el príncipe Manvendra y otros activistas LGBT+, Singh exigió al gobierno indio que legalizara el matrimonio entre personas del mismo sexo, la adopción de personas del mismo sexo y la prohibición de todos los centros de terapia de conversión LGBT.